# 27054 Williamgoddard
27054 Williamgoddard è un asteroide della fascia principale. Scoperto nel 1998, presenta un'orbita caratterizzata da un semiasse maggiore pari a 2,2954510 au e da un'eccentricità di 0,0510749, inclinata di 5,94452° rispetto all'eclittica.